# Roodkapelfje
Het roodkapelfje (Clytomyias insignis) is een zangvogel uit de familie Maluridae (elfjes).

## Verspreiding en leefgebied
Deze soort is endemisch in de bergen van Nieuw-Guinea en telt twee ondersoorten:
- C. i. insignis: de Vogelkop.
- C. i. oorti: van westelijk-centraal tot zuidoostelijk Nieuw-Guinea.

## Status
De grootte van de populatie is niet gekwantificeerd maar de soort wordt omschreven als schaars. Op de Rode lijst van de IUCN heeft deze soort de status niet bedreigd.